# Teste di Pantelleria
Le Teste di Pantelleria sono tre ritratti  di statue in marmo, due maschili e una femminile, risalenti al I secolo d.C., rinvenute nell'isola di Pantelleria, l'antica Cossyra.

## Descrizione
Si tratta di "ritratti imperiali" che raffigurano Giulio Cesare, l'imperatore Tito e Agrippina (o Antonia minore). La testa di Cesare è eseguita in marmo pario, la testa femminile è ornata da un diadema e da un'acconciatura a onde e boccoli, mentre quella di Tito, realizzata in marmo greco a grana grossa, raffigura un imperatore ancora giovane.

## Storia
Sono state rinvenute tra agosto e settembre 2003, in occasione di una campagna di scavo condotta dalla Soprintendenza per i beni culturali ed ambientali di Trapani sotto la responsabilità scientifica di Rossella Giglio e Sebastiano Tusa. La missione archeologica è stata affidata dalla Soprintendenza in regime di concessione all'Università di Tubinga diretta da Thomas Schaefer e  all'Università della Basilicata diretta da  Massimo Osanna; la campagna di scavi si è svolta a Pantelleria sulla collina di San Marco (dove è stata rinvenuta una acropoli). Dalla Soprintendenza di Trapani sono state subito individuate come di epoca augustea.
Nel 2004 sono state esposte al museo archeologico regionale Antonino Salinas di Palermo ; Sono seguite altre esposizioni al Museo Helms, ad Amburgo (Germania), gennaio 2004; al Museo dell'Università di Tubinga (Germania), marzo 2004;  in occasione dell'apertura di "Casa Sicilia" a Parigi, inaugurazione il 20 luglio 2004; a Nagoya (Giappone) presso Toyota City Museum nel gennaio 2005; e nel 2010 sono state esposte al British Museum di Londra . Il solo ritratto di Tito è stato esposto al Colosseo (Roma) in occasione della Mostra "Divus Vespasianus. Il bimillenario dei Flavi." nel 2010.
Dopo essere state  custodite nella sede della Soprintendenza dei Beni culturali di Trapani, terminati i lavori al castello di Pantelleria, vi sono state definitivamente collocate.